# Белласен, Жозеф
Юсеф Жозеф Белласен (араб. يوسف بلحسن‎, нем. Yousef Joseph Bellahsen; род. 28 декабря 2008) — марокканский футболист, защитник клуба «Боруссия» из Мёнхенгладбаха.

## Клубная карьера
Эль-Файлали — воспитанник клубов «Капеллен» и мёнхенгладбахской «Боруссии». 

## Международная карьера
В 2025 году в составе юношеской сборной Марокко Беллансен стал победителем домашнего юношеского Кубка Африки. На турнире он сыграл в матче против сборной Замбии.

## Достижения
Международные
 Марокко (до 17)
- Победитель Кубка африканских наций (до 17 лет): 2025